# Ehretia urceolata
Ehretia urceolata är en strävbladig växtart som beskrevs av W. V. Fitzg. Ehretia urceolata ingår i släktet Ehretia och familjen strävbladiga växter. Inga underarter finns listade i Catalogue of Life.